# Albugo candida
Albugo candida es una especie de pseudohongo (Oomycetes) fitopatógeno perteneciente a la familia Albuginaceae. La enfermedad que causa este hongo en las plantas se denomina "roya blanca"

## Hospedantes y enfermedades
- Maíz: causa una enfermedad llamada Chahuixtle blanco. Se presenta todo el año causando su mayor daño durante la floración. El eje floral y las vainas se distorsionan, tuercen e hinchan durante la madurez adquiriendo un color blanco. En México se usa como expresión "Ya me cayó el Chauixtle" como metáfora referente a "Ya me arruiné" o "ya me atraparon".